# Ernest Maragall i Noble
Ernest Maragall i Noble (Barcelona, 3 de novembre de 1903 - Caracas, 1991) va ser un escultor català establert a Caracas, on va realitzar la majoria de les seves obres.
Fill del poeta Joan Maragall, va començar els estudis d'Arquitectura passant a continuació a l'Escola de Bells Oficis, dirigida pel pintor Francesc d'Assís Galí, la seva estada en aquesta escola també va ser curta, ja que durant el mandat del general Primo de Rivera, la va manar clausurar.
El seu aprenentatge es va realitzar al taller de l'escultor Josep Llimona, fent llargs viatges d'estudi per Itàlia i una estada a París.
Després d'una primera exposició individual a la Sala Parés de Barcelona, s'instal·la a París entre els anys 1928 i 1933, on fa amistat amb Apel·lels Fenosa, Picasso, Joan Rebull i Aristides Maillol, entre d'altres.
Durant la guerra civil espanyola, es trasllada amb la seva família a Caracas d'on era originària la seva esposa, ocupa el càrrec de professor de l'Escola d'Arts Plàstiques, així com l'any 1938 el de delineant al ministeri d'Obres Públiques de Veneçuela.
Va tenir un gran èxit a la seva "segona pàtria" com ell la nomenava, on va realitzar grans encàrrecs públics i privats, sense perdre mai la seva relació amb Barcelona.

## Família
Ernest Maragall és fill del poeta Joan Maragall i de Clara Noble i pare del també escultor Julio Maragall. És germà de Joan-Anton Maragall i Noble, de Jordi Maragall i Noble i d'Helena Maragall.
També és oncle de Pasqual Maragall, 127è President de la Generalitat de Catalunya, Ernest Maragall i Mira, Pau Malvido, Jordi Maragall i Mira i Joan-Anton Maragall i Garriga, així com besoncle de Cristina Maragall i cononcle de Diana Garrigosa.

## Obres

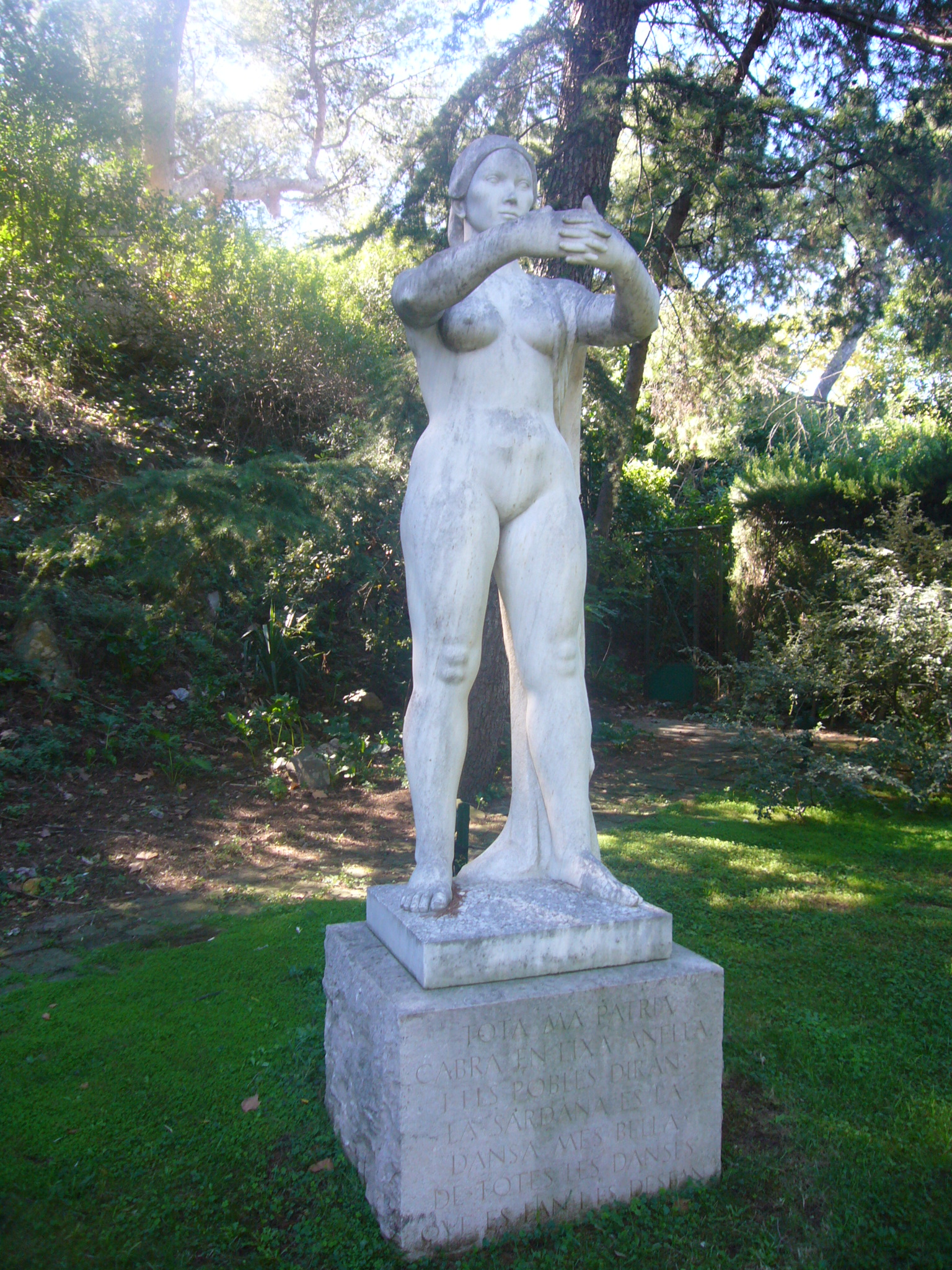
Al·legoria a la sardana (1965). Jardins de Joan Maragall, Barcelona

- 1926 - Cap de gitano. Una de les seves primeres obres realitzada al taller de Josep Llimona
- 1928 - Retrat de Josep Togores. París
- 1937 - Retrat de Lluís Companys. Barcelona
- 1937 - Mestiza Museo de Bellas Artes. Caracas
- 1938 - Relleu en pedra a la escuela Experimental de Caracas
- 1942 - Auyucama Primer premi del Salón Anual de Bellas Artes de Caracas
- 1943 - Relleus de Agricultura, Población, Comercio e Industria al Banco Central de Venezuela a Caracas
- 1950 - Retrat de Josep Pijoan. Biblioteca de Catalunya de l'Institut d'Estudis Catalans. Barcelona
- 1953 - Escultures representant les cinc regions veneçolanes per la Fuente Monumental de Venezuela a Caracas.
- 1955 - Monument a Bernardo O'Higgins. Caracas
- 1961 - L'Empordà. Al·legoria d'Oda Nova a Barcelona de Joan Maragall. Barcelona
- 1966 - Dona marinera Lloret de Mar. (Girona)
- 1970 - Al·legoria a la Sardana. Jardins de Joan Maragall, Barcelona.[2]
- 1973 - Pere el Gran Castell de Vulpellac.La Bisbal d'Empordà (Girona)
- 1978 - Monument a los Caídos de la Generación del 28 Universidad Central de Caracas
- 1982 - Eugenio Mendoza Universidad Metropolitana de Caracas